# ブービエ・デ・アルデンヌ
ブービエ・デ・アルデンヌ（英：Bouvier des Ardennes）は、ベルギーのアルデンヌ地方原産の牧牛犬種である。別名はアルデンヌ・キャトル・ドッグ（英：Aldennes Cattle Dog）。

## 歴史
1600年代から存在していたのではないかとも言われている犬種である。『フランダースの犬』のパトラッシュのモデルとして有名なブービエ・デ・フランドルに、その他のブービエ系犬種（どの種類かははっきりしない）やベルジアン・シェパード・ドッグ・マリノア、ブリアールなどを交配させて作出された。
主に牧牛犬として牛の管理を行うことが仕事だが、羊を管理する牧羊犬、馬を管理する牧馬犬（ぼくばけん）、豚を管理する牧豚犬（ぼくとんけん）としても使われた。又、猪や鹿などの大型哺乳類を狩るための猟犬や、家畜を泥棒から守る護蓄犬、家や農場の見張りを行う番犬、荷車を引く荷引き犬などとしても多目的に働いていた。
多才であるため、かつては作業犬として人気が高く、アメリカ合衆国にも輸出が行われた。然し、2度の世界大戦による戦禍を大きく受け、絶滅寸前に追いやられてしまった。その後FCIに公認犬種として登録され、愛好家もやや増加したものの、いまだその頭数はかなり少ない。FCI公認犬種の中でも最も絶滅の危険性が高い犬種のひとつとしても数えられている。大半が実用犬かショードッグとして飼育されていて、ペットとして飼われているものはまれである。

## 特徴
フランドルに比べると脚とマズルが長い犬種で、体は筋肉質で引き締まっている。日本犬に似た形の頭部を持ち、マズルは先細りで尖っている。耳は三角形の先端が尖った立ち耳、尾はふさふさした垂れ尾だが、短く断尾することが多い。脚はすらりと長く、走るのも速い。コートは硬いラフコートで、毛色はブラック、フォーン、ブルー、グレー。体高は雄62〜68cm、雌59〜65cmで体重は雄35〜40kg、雌27〜35kgの大型犬。性格は好奇心旺盛で活発、愛情深いが警戒心が強い。しつけの飲み込みや友好性は普通だが、運動量は非常に多い。かかりやすい病気は股関節形成不全や緑内障などがある。